# Euclidia caerulea
Euclidia caerulea är en fjärilsart som beskrevs av Augustus Radcliffe Grote 1873. Euclidia caerulea ingår i släktet Euclidia och familjen nattflyn. Inga underarter finns listade i Catalogue of Life.